# Danvers Osborn, III baronetto
Danvers Osborn, III baronetto (Shefford, 17 novembre 1715 – New York City, 12 ottobre 1753), è stato un politico e nobile britannico.

## Biografia

### La famiglia e i primi anni
Osborn nacque il 17 novembre 1715 presso il villaggio di Chicksands della cittadina di Shefford (Bedfordshire), in Inghilterra. Suo padre era John Osborn, figlio primogenito di sir John Osborn, II baronetto. La madre di Danvers era Sarah Byng, figlia di George Byng, I visconte Torrington, fratello dell'ammiraglio John Byng. Alla morte del nonno nel 1720 Danvers gli succedette come baronetto.
Osborn sposò lady Mary Montagu il 25 settembre 1740. Questa era discendente diretta di Enrico VIII d'Inghilterra ed era figlia di George Montagu, I conte di Halifax, nonché sorella di George Montagu-Dunk che divenne poi secondo conte. I due ebbero due figli, uno dei quali ebbe nome George, e la moglie Mary morì dando alla luce il secondo figlio.

### La carriera politica

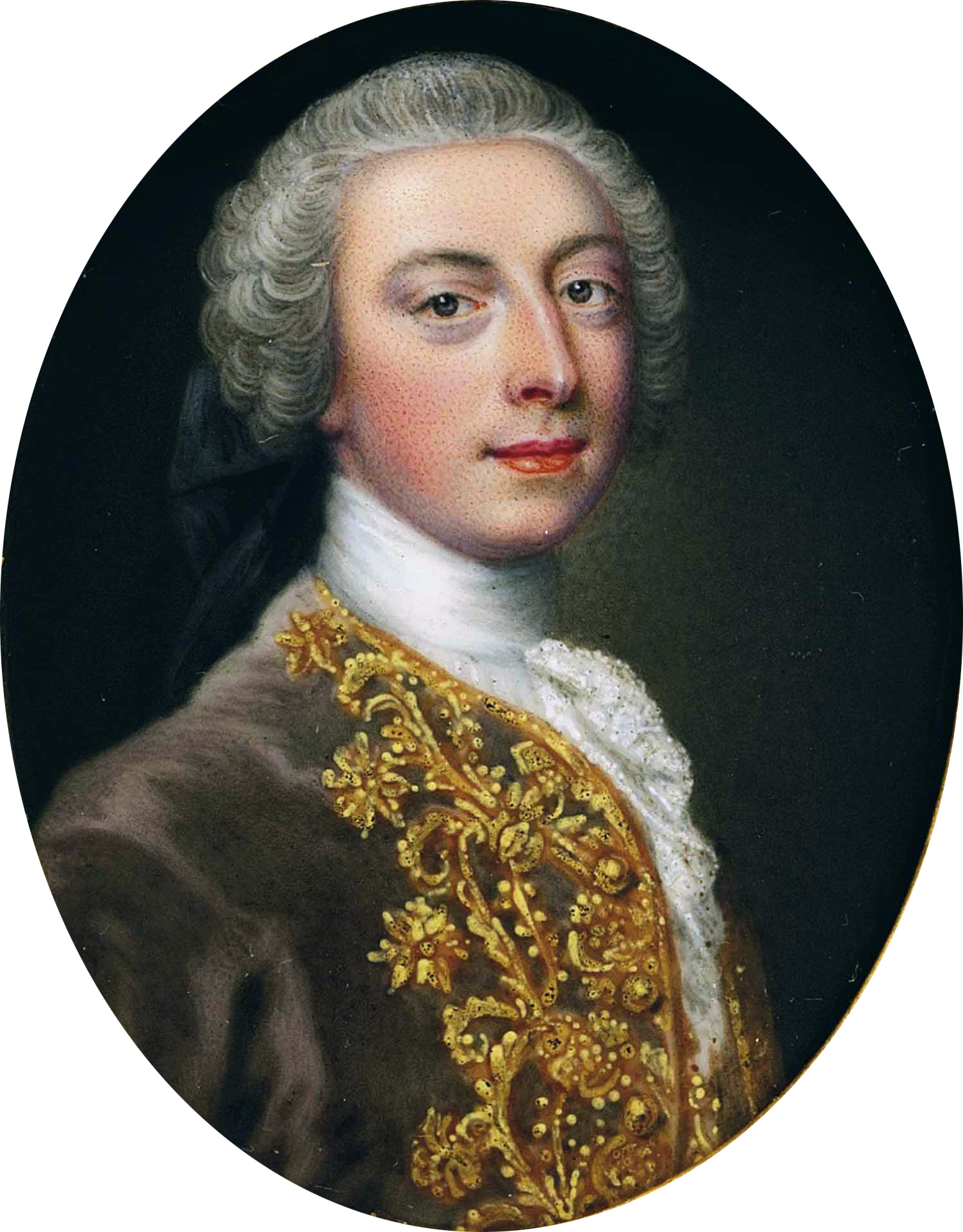
Danvers Osborn in una miniatura di Christian Friedrich Zincke.

Quando Carlo Edoardo Stuart si ribellò nel 1745 (rivolta giacobita del 1745) a nome della casata degli Stuart, Osborn ebbe il compito di reclutare truppe per re Giorgio II di Gran Bretagna, comandando poi tali forze che vennero incorporate nel reggimento del colonnello Bedford al comando del principe Guglielmo, duca di Cumberland.
Successivamente, Osborn rappresentò il Bedfordshire come deputato (1747–1753). Nel 1750, alla morte del secondo conte di Halifax, che presiedeva la Board of Trade ed aveva fondato la città di Halifax in Nuova Scozia, Danvers Osborn si trasferì in Nuova Scozia per sei settimane, integrando il Concilio della Nuova Scozia del membro mancante. Osborn si occupò attivamente del suo nuovo compito, proponendo rifornimenti per i nuovi coloni, stipendi per i lavoratori dei progetti reali e una regolazione del commercio locale sulla base del precetto biblico del sabato. Tornato in Inghilterra nel dicembre di quello stesso anno, portò in patria le problematiche delle piantagioni e del commercio ad Halifax.
Nel maggio del 1753 la Board of Trade raccomandò Danvers Osborn quale successivo governatore reale della provincia di New York, e a luglio Osborn venne nominato ufficialmente governatore. Al suo arrivo in America il 6 ottobre Osborn venne accolto ufficialmente dal sindaco e dal consiglio cittadino di New York, ed assunse formalmente il suo incarico il 10 ottobre. Il suo segretario personale fu l'inglese Thomas Pownall.

### Morte
Il 12 ottobre 1753, il corpo di Osborn venne trovato nel giardino della sua casa a New York. Il corpo presentava segni di strangolamento. James De Lancey, il vicegovernatore che prese le veci di Osborn dopo la sua morte, riportò alla Board of Trade di come gli ultimi tempi Osborn soffrisse di depressione, con diversi disordini psicologici, dovuta probabilmente alla morte della moglie alla quale era particolarmente affezionato. La notizia venne data anche dal New York Post.
Inizialmente, Osborn venne sepolto nella Trinity Church di New York, ma nel 1754 le sue spoglie vennero trasferite nel suo paese natale in Inghilterra.